# Анастасія Василівна (княгиня київська)
Анастасія Василівна (нар. близько 1397/98 — пом. 1470) — друга донька великого князя московського Василя І Дмитровича й литовської князівни Софії Вітовтівни. 

## Життєпис
Укріплюючи взаємини із Литовсько-Руською державою, отець в 1417 році видав дівчину заміж за Олелька Володимировича (у майбутньому князя київського). Згідно з тевтонськими рапортами, весілля, що його справив онучці Вітовт, почалось 22 серпня й довжилося цілий тиждень. В посаг Анастасія одержала малоярославецькі волості Передол та Почапод (1458/59 року, вже після кончини Олелька, вона з дозволу синів дарувала їх Троїце-Сергієвій обителі, ігумен якої Васіан навідувавсь тоді к Києву задля «зміцнення православного християнства», причому імена Олельковичів за наслідком цього, а, мабуть, і декотрих інших внесків були уписані до монастирського синодика).   
Осінню 1421 Анастасія навістила батька в Москві, воротившись за тиждень перед Різдвом.  
Під час династичної війни в ВКЛ Олелька з родиною було ув'язнено на загад Жиґимонта Кейстутовича. Його самого посадили у Кернові, тоді коли Анастасію, синів Семена та Михайла — в Утянах. Це трапилось, найімовірніше, між весною чи літом 1434 й початком лютого 1435, позаяк іще на зламі 1433-34 рр. князь з дружиною-«московкою» і дітьми пожалував було десятину зо двірця Турець Лавришівському монастирю. Невдовзі після того, як Жиґимонта 20 березня 1440 р. вбили змовники, пани радні свободили їх.    
У перебігу міжусобиці, що точилась на землях Руси північно-східної, княжна стояла по стороні свого брата Василя, якого 1446 року було осліплено Дмитрієм Шемякою. Вона всемірно допомагала його прибічникам, котрі втекли до ВКЛ, а також підіслала в Москву свого шпигуна, киянина Полтинка, щоби той стежив за діями Д. Шемяки й впору ознаймляв стосовно намірів і планів того. Листувалась із великоруським митрополитом Іоною.   

## Родина
У шлюбі народилось двоє чи радше троє синів і кілька дочок:
- Семен (1420[6] — 1470), з руки вел. кн. Казимира IV посідав київський престол (1455–70);
- Михайло (пом. 1481), князь копильський і слуцький, намісник у Великому Новгороді (8 листопада 1470 — 15 березня 1471), страчений за організацію змови супроти Казимира;
- Олександр (лат. Alexander Alexandri ex ducibus Russie), вписаний до метрики Краківської академії під 1455 роком (як міркує польський історик Ян Тенговський)[9];
- Барбара (1428/29 — 1492), пішла під вінець з кн. Болеславом IV Мазовецьким[7];
- Юліана, стала дружиною кн. Юрія Семеновича Гольшанського[10];
- Феодосія (Федька), побралась із кн. Семеном Юрійовичем N (інколи в літературі хибно вважаного Патрикеєвим)[9][11];
- NN вийшла заміж за кн. Юрія Федоровича Пронського, емігранта до ВКЛ[11];
- Євдокію (пом. 1467) пойняв за жінку молдавський господар Штефан III (влітку 1463)[11];
- Олександра, була однією з молодших, 6 квітня 1460 дарувала Краківській академії золотий ланцюг вартістю 36 флоринів[9].

За припущенням дослідниці Анастасії Скеп'ян, дітьми пари також могли бути внесені до Слуцького пом'яника Василь і Георгій, які, либонь, померли у дитинстві.